# Perrine-Mrkos komet
Perrine-Mrkos komet eller 18D/Perrine-Mrkos var en komet som upptäcktes första gången 9 december 1896 av Charles Dillon Perrine i Kalifornien, USA. Den observerades även 1909, men var därefter försvunnen. Den återupptäcktes 19 oktober 1955 av Antonín Mrkos i Slovakien.
Vid framträdandet 1896 gjordes försök att koppla samman kometen med den försvunna Bielas komet, men någon sådan koppling kunde inte påvisas. Den observerades av flera astronomer 1909. 1916 skulle dess framträdande vara ofördelaktigt, varför inga försök att observera den gjordes. Nya försök gjordes 1922 och 1929 men utan att någon observation kunde bekräftas. 
Förutsägelser om dess framträdande gjordes inför 1955, då Antonín Mrkos lyckades hitta den. Nya observationer gjordes 1961-2 och 1968-9. Alla försök att hitta den misslyckades 1975, då den borde ha nått magnitud 15. Fler försök att observera kometen gjordes 2001, men utan resultat.